# Graafschap Lingen
Het graafschap Lingen was een tot de Nederrijns-Westfaalse Kreits behorend graafschap rond de stad Lingen in het Heilige Roomse Rijk. In de middeleeuwen maakte Lingen deel uit van het graafschap Tecklenburg, maar raakte daar eind 15e eeuw door erfdelingsconflicten van los. Vanaf 1602 was het een bezitting van het Huis van Oranje tot die dynastie in mannelijke lijn uitstierf in 1702 en het graafschap uit de erfenis aan Pruisen toekwam.

## Geschiedenis

### Tecklenburg (12e eeuw–1546)
Vóór 1150 bouwden de graven van Tecklenburg bij een oversteekplaats over de Eems een burcht. Rond de burcht ontwikkelde zich een nederzetting die uitgroeide tot een hoofdplaats van het graafschap Tecklenburg.
In 1493 werd graaf Nicolaas III van Tecklenburg door zijn zoon Otto VIII afgezet. Hij vestigde zich toen in Lingen. Na zijn dood in 1496 volgde een andere zoon hem op, Nicolaas IV. Zijn gebied werd in 1509 uitgebreid met het bovengraafschap. In 1519 droeg hij het graafschap als leen op aan de hertog van Gelre, Karel van Egmont. Omdat hij slechts de vruchtgebruiker was van Lingen, was deze handeling niet rechtmatig. Na zijn dood in 1541 werd het graafschap herenigd met het graafschap Tecklenburg.

### Habsburg (1546–1578)
Het graafschap Tecklenburg met Lingen werd na de Schmalkaldische Oorlog door keizer Karel V op 3 november 1546 aan de graaf Koenraad ontnomen en overgedragen aan Maximiliaan van Egmont, stadhouder van Overijssel. In maart 1548 sloot Maximiliaan een verdrag met Koenraad van Tecklenburg, waarbij Tecklenburg werd teruggegeven aan de graaf en deze afstand deed van Lingen.
In 1551 verkochten de voogden van de erfgename, Anna van Buren, het graafschap weer aan Karel V.

### Habsburg vs. Oranje (1578–1648)
In 1578 verkochten de Staten-Generaal van de Nederlanden Lingen aan Willem van Oranje, op voorwaarde dat hij het zou veroveren. Omdat dit niet gebeurde, weigerden de Staten van Overijssel de prins met het graafschap te belenen. In 1597 werd de stad bezet door Staatse troepen, waarna prins Maurits in 1602 door de Staten van Overijssel met Lingen werd beleend. De Spanjaarden heroverden het in 1605, waarna de Spaanse stadhouder van Overijssel, Frederik van den Berg het graafschap bestuurde.
Tijdens de Dertigjarige Oorlog ontruimden de Spanjaarden in 1627 het gebied, waarna andere bezetters volgden. In 1633 kwam het graafschap in bezit van Frederik Hendrik van Oranje-Nassau. Bij de Vrede van Münster van 1648 erkende de koning van Spanje de overdracht aan Het huis van Oranje. De familie Bentheim-Tecklenburg bleef aanspraak maken op het graafschap.

### Oranje (1648–1702)

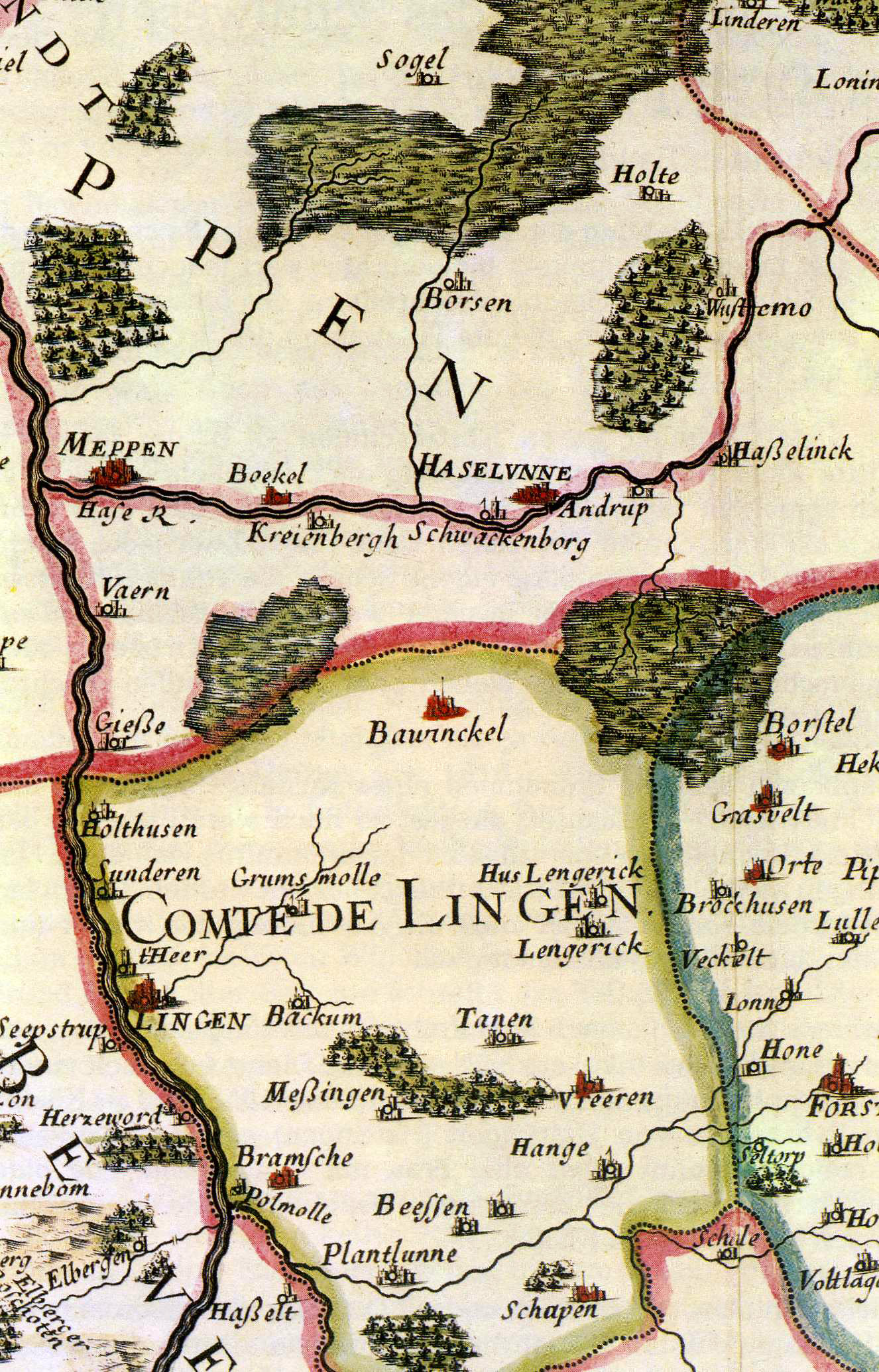
Kaart van het graafschap uit 1673

Tijdens het Rampjaar 1672, dat de Hollandse Oorlog inluidde, werd Lingen in juli bezet door Münsterse troepen onder leiding van prins-bisschop Christoph Bernhard von Galen, beter bekend als Bommen Berend. Door het vredesverdrag tussen de Republiek en Münster van 4 mei 1674 kwam weer aan het Huis Oranje toe.

### Pruisen (1702–1807)
| - 18e-eeuwse landkaart. | Toelichting bij de kaart: Lingen, Steinfurt en Tecklenburg zijn "roze" Pruisische enclaves, omgeven door het "gele" Prinsbisdom Münster. De huidige Duits-Nederlandse grens bij Twente is goed herkenbaar. Bijna onderaan in het midden stelt de rode stip de stad Münster voor. |

Nadat het de hoofdlinie van huis Oranje-Nassau in 1702 met stadhouder Willem III in mannelijke lijn was uitgestorven, werd het in strijd met zijn eigen testament en na veel verwikkelingen aan een van de andere erfgenamen toebedeeld: de koning van Pruisen. Nadat Pruisen ook het graafschap Tecklenburg had gekocht, werden de twee gebieden bestuurlijk herenigd. Hiermee kwam een eind aan alle geschillen.

### Franse tijd en Restauratie (1807–1815)
Van 1807 tot 1810 maakte het deel uit van het groothertogdom Berg en van 1810 tot 1813 van het keizerrijk Frankrijk.
Op het Congres van Wenen in 1815 werd het voormalige graafschap gedeeld:
- het Nedergraafschap kwam aan het koninkrijk Hannover en
- het Bovengraafschap, met de reeds in exploitatie zijnde ijzererts- en steenkoolmijnen te Ibbenbüren, kwam terug aan het koninkrijk Pruisen.

### Taal
Het Nederlands was lang de gebruikelijke en officiële taal van het bestuur, rechtbanken, kerken en scholen. Dit bleef zo na de inlijving bij Pruisen in 1702. Veel katholieke priesters kwamen uit het Nederlandse bisdom Utrecht. Na 1815 verloor het Nederlands in vrij korte tijd zijn dominante positie ten voordele van het Hoogduits.  en Tot rond 1920 was het Nederlands er nog steeds de voertaal in de kerk. Het Duits heeft het Nederlands en het Nedersaksisch nadien verdrongen.

## Bezit
- Tot het Nedergraafschap behoorden de stad Lingen en de ambten Lengerich, Freren, Thüne en Schapen.
- Tot het Bovengraafschap behoorden Ibbenbüren, Brochterbeck, Mettingen en Recke

## Regenten of stadhouders
| regering  | naam             | geboren    | overleden  | familie           |
| --------- | ---------------- | ---------- | ---------- | ----------------- |
| 1493-1496 | Nicolaas III     |            | 1496       |                   |
| 1496-1541 | Nicolaas IV      |            | 1541       | zoon              |
| 1541-1546 | Koenraad         | 1493       | 16-3-1557  | broer             |
| 1548-1548 | Maximiliaan      | 1503       | 23-12-1548 | van Egmond        |
| 1548-1551 | Anna van Egmond  | 3-1533     | 24-3-1558  | dochter           |
| 1602-1625 | Maurits          | 14-11-1567 | 23-4-1625  | van Oranje-Nassau |
| 1625-1647 | Frederik Hendrik | 29-1-1584  | 14-3-1647  | broer             |
| 1647-1650 | Willem II        | 27-5-1626  | 6-11-1650  | zoon              |
| 1650-1702 | Willem III       | 14-11-1650 | 8-3-1702   | zoon              |